# Alvalade (Lissabon)
Alvalade ist eine Stadtgemeinde (Freguesia) im 3. Bairro der portugiesischen Hauptstadt Lissabon. In ihr leben 8985 Einwohner (Stand 30. Juni 2011).
Die Gemeinde entstand 1959 durch Abtrennung von der Gemeinde Campo Grande. Sie wird im Norden durch die Avenida dos Estados Unidos da América und im Süden durch die Trasse der Ringbahn Linha de Cintura begrenzt.
Der Name Alvalade stammt vermutlich vom arabischen al-balad, das einen bewohnten und ummauerten Ort bezeichnet. 1321 fand hier die Schlacht von Alvalade zwischen dem portugiesischen König Dionysius und seinem Nachfolger Alfons IV. statt.
Schutzpatronin der Gemeinde ist die selige Johanna von Portugal.